# スバルのエンジン系列名
本項、スバルのエンジン系列名では、富士重工業が製造するスバル車に搭載されているエンジンの系列名称をシリンダー配列及び気筒数などによって分類し記述する。

## 解説
スバル車のエンジン型式名は、アルファベット2文字、数字2文字で表される。前半のアルファベットが系列を示し、後半の数字はバリエーション（数字に意味は無い）を、近年のものについては排気量を示している。
また、FB系・CBエンジンを除き、最初のアルファベットはEで始まる。

## スバル・エンジン系列一覧

### 直列2気筒
- 2ストロークガソリン
  - EK型 - スバル・360から搭載
- 4ストロークガソリン
  - EK型 - 初代レックスから搭載

### 直列3気筒
- 4ストロークガソリン
  - EF型 - ドミンゴから搭載

### 直列4気筒
- 4ストロークガソリン
  - EN型 - 3代目レックスから搭載

### 水平対向4気筒
- 4ストロークガソリン
  - EA型 - スバル・1000から搭載
  - EJ型 - 初代レガシィから搭載
  - EL型 - 2代目インプレッサから搭載
  - FB型 - 3代目スバル・フォレスターから搭載
  - FA型 - スバル・BRZから搭載
  - CB型 - 2代目レヴォーグから搭載

- 4ストロークディーゼル
  - EE型 - 4代目レガシィから搭載

- 4ストロークCNG
  - EJ型 - 4代目レガシィに搭載

### 水平対向6気筒
- 4ストロークガソリン
  - ER型 - アルシオーネに搭載
  - EG型 - アルシオーネSVXに搭載
  - EZ型 - 3代目レガシィから搭載

### その他
- 4ストロークガソリン直列4気筒
  - FG4A - 1952年に、当時のグループ企業であった富士精密工業がプリンス自動車工業の委託を受け開発した1,500ccOHVエンジン。プジョー202の1,200ccエンジンを参考に開発され、48馬力を発揮。1954年に当時開発中のスバル・1500試作車に搭載された。富士精密工業は後にプリンスと合併、FG4A系エンジンはプリンスの主力エンジンとして発展していった。
  - L4-1 - プリンスからの抗議によりスバル・1500試作車へのFG4Aの使用が不可能となった後に、グループ企業の大宮富士工業が英国ボクスホールエンジンを参考に開発した1,500ccOHVエンジン。FG4Aよりも20%軽量で出力も52馬力に向上したが、肝心のスバル・1500が市販されないまま計画中止に追い込まれた為、日の目を見る事は無かった。
- 4ストロークガソリン水平対向12気筒
  - SUBARU-M.M. - 企業イメージ向上戦略の一環として水平対向エンジンでのF1参戦を計画したスバルが、1988年にイタリアのモトーリ・モデルニと共同開発した3,497cc水平対向12気筒DOHC60バルブエンジン。最高回転数13,000rpm、最高出力公称600馬力以上、乾燥重量は159kgとされ[リンク切れ]、1990年にスバル・コローニとしてF1世界選手権に正式参戦を果たすが、当時のトップチームが搭載していたV型10気筒やV型12気筒はおろか、下位チームに供給されていたV型8気筒エンジンと比較しても余りにも重く[1]、非力[2]で、コローニC3Bシャーシの未熟成も相まって、半年余りの参戦で6戦全戦予備予選落ちという惨憺たる結果に終わった。SUBARU-M.M.は1990年当時、童夢が開発に携わっていたスーパーカーであるジオット・キャスピタに450馬力版が搭載され市販される計画であったが、F1参戦計画が余りにも早期に頓挫した事でこの計画も幻のまま終わった。 [リンク切れ]